# Fazy rozwoju demograficznego

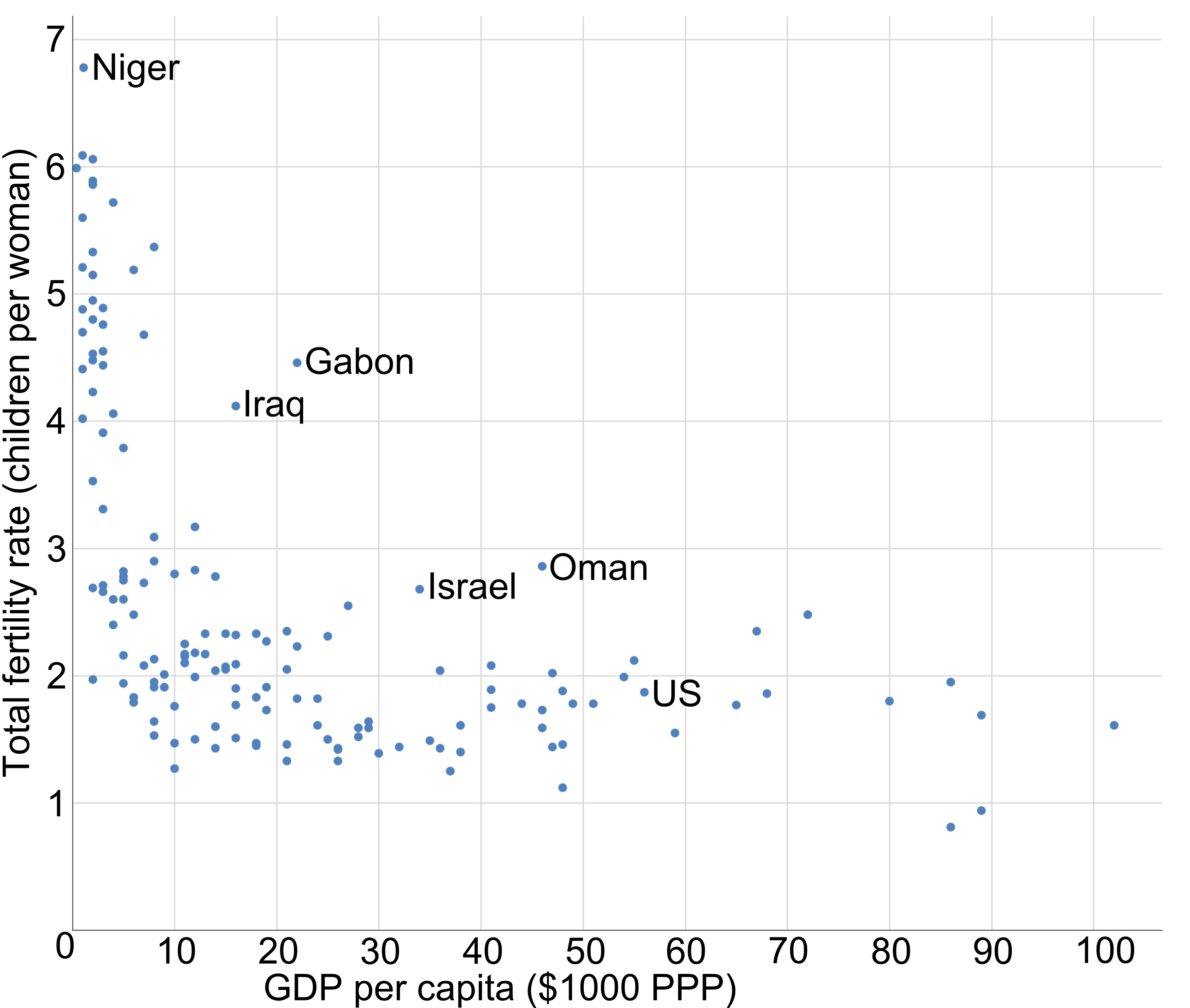
Współczynnik dzietności (TFR) a PKB ważone parytetem siły nabywczej per capita (PPP). Źródło: The World Factbook 2015 (CIA)

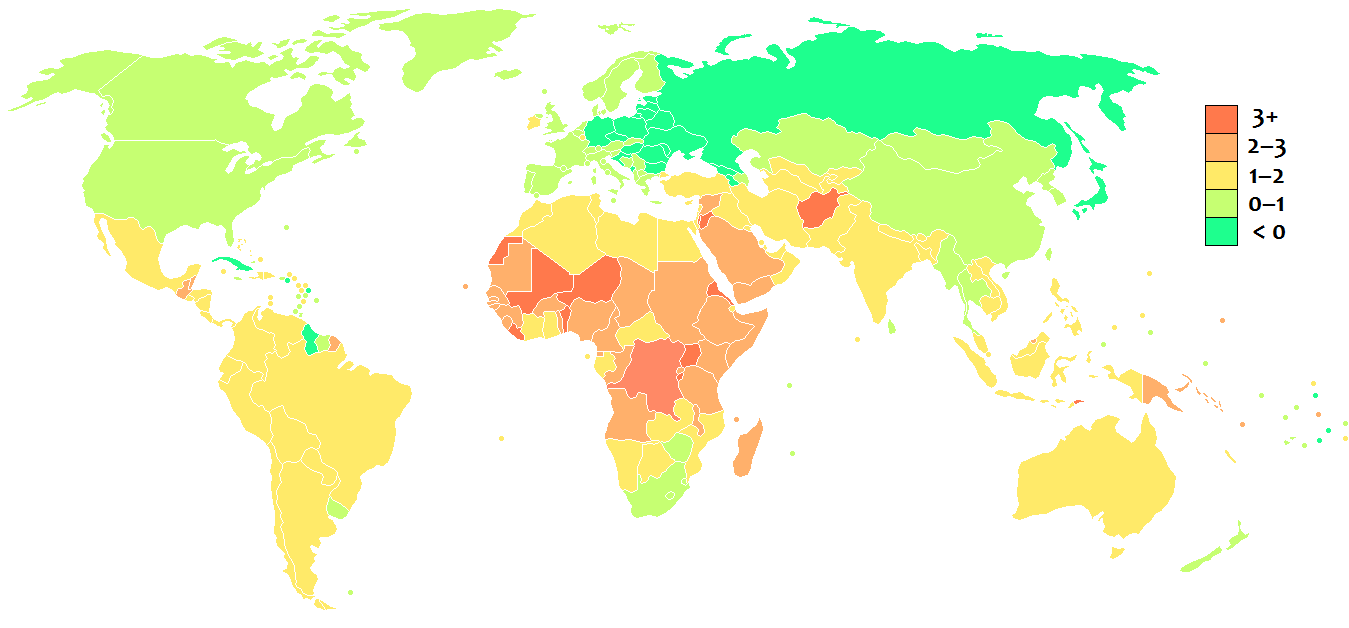
Mapa świata oznaczona kolorami według wskaźnika przyrostu naturalnego.

Fazy rozwoju demograficznego, pierwsze przejście demograficzne – teoria demograficzna dotycząca zmian sposobu reprodukcji ludności z tradycyjnej na nowoczesną. Koncepcja twierdzi, że rozwojowi gospodarczemu państw towarzyszy przejście od charakteryzującego kraje rozwijające się wysokiego poziomu urodzeń, zgonów i przyrostu naturalnego, do niskiego poziomu urodzeń, zgonów i przyrostu naturalnego stabilizującego rozmiar populacji, typowego dla krajów rozwiniętych.
Teorię zaproponował demograf amerykański Warren Thompson w 1929 r., na podstawie danych obejmujących poprzednie 200 lat. Początkowo model służył do wyjaśniania zmian demograficznych w krajach rozwiniętych, szczególnie podlegającym procesom urbanizacji i uprzemysłowienia. W następnym okresie znaleziono dla niej większe poparcie empiryczne. Obecnie model ma charakter globalny i odnosi się do wszystkich krajów świata. Ujemna zależność między poziomem dochodu a dzietnością jest obecnie jedną z najszerzej uznawanych systematycznych prawidłowości w demografii. Przedstawiono także różne klasyfikacje etapów przemian demograficznych, propozycje wyjaśnień i dalszych prognoz. Wykryto również pewne nowe obserwacje – w niektórych krajach rozwiniętych w ostatnich latach przyrost naturalny prawdopodobnie nieznacznie wzrósł, choć nie jest to jednoznacznie rozstrzygnięte.

## Klasyczne koncepcje maltuzjańskie
Odkrycie Thompsona zaprzeczyło obawom takich autorów, jak ekonomista z przełomu XVIII i XIX wieku, Thomas Malthus, którzy uważali że w bliskiej przyszłości nieunikniona jest katastrofa związana z przeludnieniem. Obecnie uważa się, że w XXI wieku najprawdopodobniej nastąpi zatrzymanie i stabilizacja, a nawet odwrócenie wzrostu populacji we wszystkich krajach. Aktualnie debaty demograficzne nie dotyczą przeludnienia świata, ale starzenia się ludności.

## Fazy

Model 4-fazowy transformacji demograficznej

Oryginalna koncepcja Thompsona z 1929 r. przedstawiała cztery fazy rozwoju demograficznego. Według niego zróżnicowane w czasie i przestrzeni przejście od reprodukcji tradycyjnej do nowoczesnej odbywa się etapowo. Natomiast regionalne zróżnicowania związane są z momentem zapoczątkowania procesu przejścia demograficznego. W późniejszym czasie przedstawiono również kilka propozycji wyróżniających różnie rozumiany piąty etap przejścia.
- Faza I – charakterystyczna dla społeczeństw preindustrialnych (tradycyjnych) pozbawionych dostępu do współczesnej medycyny i zmagających się z częstymi, krwawymi konfliktami. Obecnie występuje tylko w nielicznych populacjach. Liczby urodzeń i zgonów są wysokie i niestabilne. Występuje wysoka umieralność i rozrodczość. Współczynnik dzietności przekracza 6. Przeciętna długość życia jest krótka: nie przekracza 45 lat.
- Faza II – charakteryzująca wczesne społeczeństwa industrialne. Dostęp do medycyny i technologii produkcji żywności zmniejsza poziom zgonów, ale poziom urodzeń utrzymuje się na wysokim poziomie, skutkując wysokim przyrostem naturalnym i eksplozją demograficzną. Średnia długość życia wynosi 60 lat, większość społeczeństwa jest młoda.
- Faza III – tzw. przejście demograficzne – okres przejściowy, typowy dla współczesnych krajów rozwijających się. Wiąże się ze stopniowym spadkiem poziomu urodzeń i przyrostu naturalnego, oraz wzrostem średniej długości życia do ponad 70–75 lat. Radykalnie spada płodność. Przekrój społeczeństwa zmienia się, większy jest udział osób starszych. Okresowi temu towarzyszą zmiany kulturowe: coraz większą rolę odgrywa edukacja i kariera, a moment założenia rodziny jest odsuwany.
- Faza IV – charakterystyczna dla krajów rozwiniętych i społeczeństw postindustrialnych. Charakterystyczna jest długie przeciętne trwanie życia, niska rozrodczość i dzietność. Zarówno urodzenia, zgony, jak i przyrost naturalny stabilizują się na niskim, stabilnym poziomie.

Niektóre modele wyróżniają fazę V, w której – zależnie od wersji – ma nastąpić spadek przyrostu naturalnego poniżej poziomu zastępowalności pokoleń lub jego ponowny wzrost.

## Wyjaśnienia

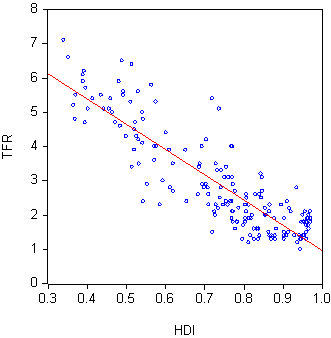
Współczynnik dzietności (TFR) a wskaźnik rozwoju społecznego (HDI), Źródło: Raport o Rozwoju Społecznym 2009 (Program Narodów Zjednoczonych ds. Rozwoju)

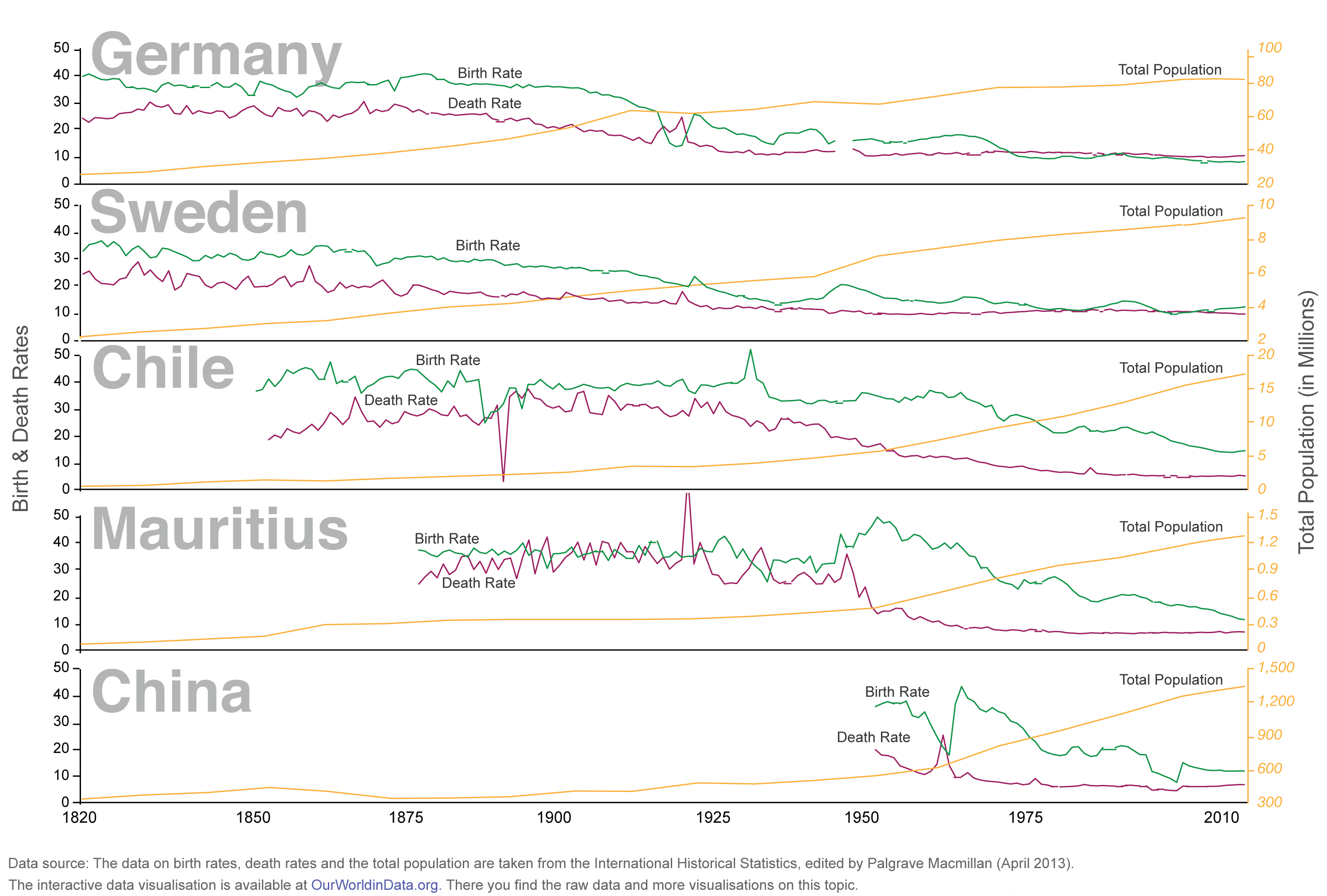
Przebieg zmian wskaźników demograficznych w Niemczech, Szwecji, Chile, na Mauritiusie i w Chinach, w okresie 1820–2010. Różowa linia: wskaźnik zgonów, zielona linia: wskaźnik urodzeń, żółta linia: populacja.

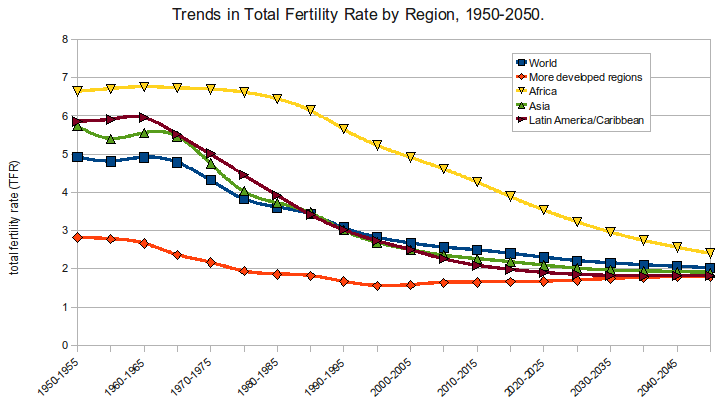
Dane i prognoza zmian współczynnika dzietności (TFR) dla regionów świata w okresie 1950-2050. Źródło: World Population Propects, ONZ 2008.

Naukowcy nie rozstrzygnęli jednoznacznie, jak przebiega mechanizm przyczynowo–skutkowy obserwowanego przejścia demograficznego. Nie jest jasne, czy zmiana struktury społecznej może być przyczyną, a nie tylko skutkiem szybszego rozwoju gospodarczego, industrializacji i wzrostu przeciętnego dochodu. Istnieją przesłanki, że zmiany demograficzne częściowo poprzedzają i wspomagają rozwój ekonomiczny, przynajmniej do momentu w którym odsetek społeczeństwa po wieku produkcyjnym staje się znaczący. Dyskutowana jest rola takich, często wzajemnie powiązanych, czynników jak równouprawnienie kobiet, większe bezpieczeństwo materialne, postęp medycyny, dostępność antykoncepcji, rozwój państwa opiekuńczego, czy rosnące zapotrzebowanie na wykształcenie i kapitał społeczny cechujące nowoczesne społeczeństwa:
Niektóre z proponowanych czynników kształtujących społeczeństwa przed przejściem demograficznym to np. :
- zwyczaje i tradycje, brak alternatywnych modeli życia
- niewielka świadomość społeczna
- niski poziom wykształcenia
- stopniowy spadek śmiertelności poprzez:
  - poprawę ochrony zdrowia
  - wzrost produkcji żywności

Przykłady czynników determinujących trendy demograficzne w społeczeństwach postindustrialnych po przejściu demograficznym to:
- spadek urodzeń:
  - większe bezpieczeństwo materialne, odejście od tradycyjnego modelu rodziny wielopokoleniowej, urbanizacja, model małej rodziny, późniejsze zawieranie małżeństw i częstsze rozwody
  - większa świadomość możliwości planowania rodziny dzięki edukacji seksualnej i dostępności środków antykoncepcyjnych
  - dostępność edukacji powszechnej, rosnące zapotrzebowanie na kapitał społeczny, odroczone przez wieloletnią edukację wchodzenie w dorosłość, wyższa społeczna wartość wykształcenia i kariery
  - równouprawnienie kobiet, udział kobiet w rynku pracy
  - chęć zapewnienia potomstwu dobrego startu
- spadek umieralności:
  - postępy medycyny i zdrowia publicznego, upowszechnienie antybiotyków i programy szczepień
  - promocja zdrowego trybu życia
  - rozwój technologii produkcji i bezpieczeństwa żywności
  - poprawa higieny i warunków życia
  - dostępność systemowej opieki nad matką i dzieckiem, państwo opiekuńcze
  - spadek przestępczości, rzadsze konflikty i wojny

W przypadku niektórych czynników odnotowano sprzeczne obserwacje. Przykładowo, mniejsze bezpieczeństwo materialne w okresach załamań gospodarczych w Ameryce Południowej poprzedzało krótkoterminowy spadek liczby urodzeń.

## Prognozy
Obecne prognozy ONZ przewidują zatrzymanie, a nawet odwrócenie wzrostu populacji w XXI wieku we wszystkich krajach. Spodziewana jest także konwergencja – dogonienie poziomu gospodarczego krajów rozwiniętych przez kraje rozwijające się. Aktualnie obawy nie dotyczą przeludnienia świata, ale starzenia się populacji.